# Куарт-де-Поблет
Куарт-де-Поблет (валенс. Quart de Poblet (офіційна назва), ісп. Cuart de Poblet) — муніципалітет в Іспанії, у складі автономної спільноти Валенсія, у провінції Валенсія. Населення — 25 472 особи (2010).

## Географія
Муніципалітет розташований на відстані близько 300 км на схід від Мадрида, 5 км на захід від Валенсії.
На території муніципалітету розташовані такі населені пункти: (дані про населення за 2010 рік)
- Куарт-де-Поблет: 23012 осіб
- Пай і Капельянс: 57 осіб
- Баррі-де-Порта: 2325 осіб
- Баррі-Сан-Джозеп-Артеза: 78 осіб

## Демографія
Динаміка населення (INE ):

## Галерея зображень
- Куарт-де-Поблет у 1883 році

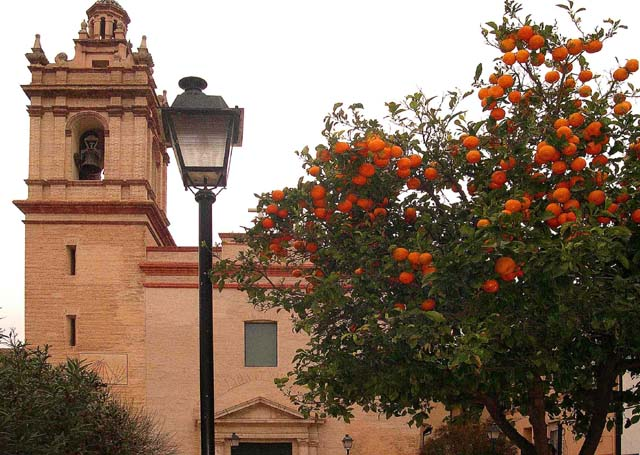
Пласа-де-ла-Іглесія